# Яно-Оймяконское нагорье
Яно-Оймяконское нагорье, также Оймяконское нагорье — нагорье в России, на Дальнем Востоке. Находится в Якутии, Хабаровском крае и Магаданской области. Высочайшая точка — гора Победа 3003 м.
Расположено между хребтами Верхоянским и Сунтар-Хаята на западе и Черского на востоке. В состав системы Яно-Оймяконского нагорья входит также Оймяконское плоскогорье, внутри которого выделяется Оймяконская котловина. В долинах и склонах — низкорослая редкостойная лиственничная тайга, на южных склонах — местами степи. В верхнем поясе — горная тундра.